# Grotta sommersa

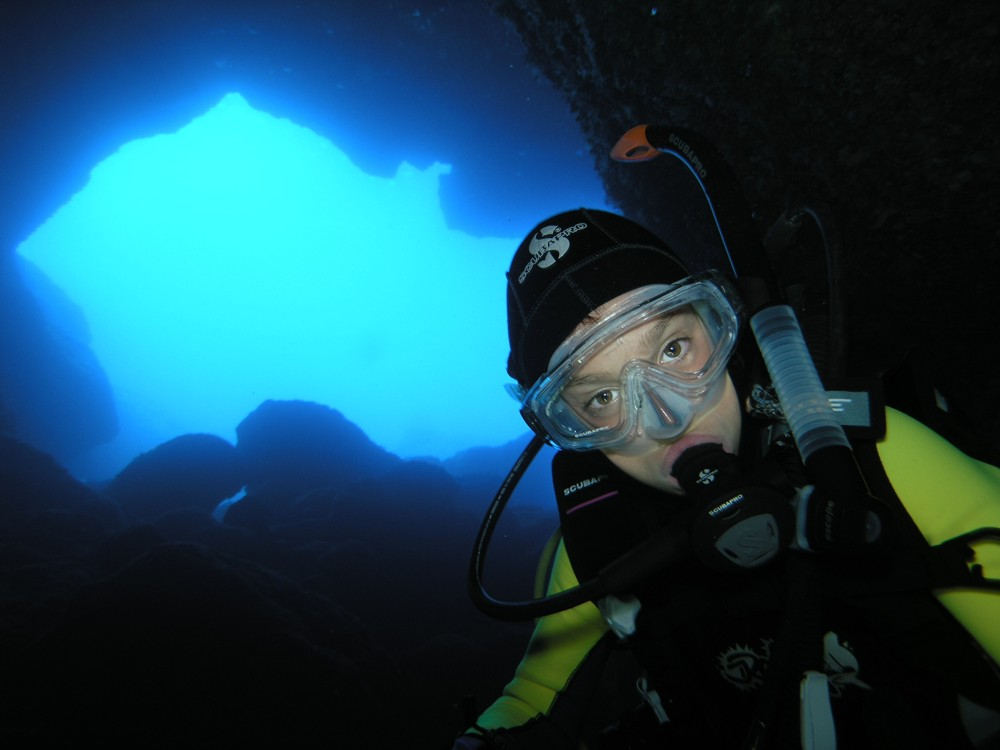
L'entrata di una grotta sommersa. Grotta di Nereo, Alghero

Viene detta grotta sommersa una grotta che sia stata allagata dall'acqua, sia parzialmente che interamente.

## Caratteristiche
Le grotte sommerse si dividono in marine, se tali ambienti si trovano lungo le coste o nel mare, ed in grotte d'acqua dolce se queste si trovano in ambienti del sottosuolo, lacustri o di montagna.
Le grotte sommerse sono solitamente ambienti creati dal fenomeno del carsismo, prevalentemente in rocce calcaree, per azione di meteorismo pluviale in periodi durante i quali tali ambienti si trovavano sopra la superficie dell'acqua, creando quelle che sono chiamate grotte di superficie o aeree. In fasi successive, per effetto di allagamento o del disgelo e quindi del risalire del livello di marea, in ambiente marino tali grotte sono state sommerse in tutto o parzialmente.
Tale azione ha determinato quindi un'ulteriore erosione per effetto del moto ondoso, dei venti o dell'azione erosiva di sabbia e rocce; inoltre il popolamento della flora e della fauna acquatica sia sessile (molluschi, coralli, spugne, alghe ecc) che ambulante (pesci, crostacei, echinodermi, mammiferi marini ecc).
Possono essere considerate grotte sommerse anche quegli ambienti artificiali creati dall'uomo, soprattutto per lo sfruttamento minerario, dove prima esistevano miniere attive anche molto profonde che venivano mantenute asciutte con sistemi di pompaggio per la necessità di effettuare gli scavi ed il prelievo di minerali e che una volta abbandonate furono completamente o in parte allagate dalle falde acquifere del sottosuolo.
Di particolare interesse archeologico sono le condotte, gli acquedotti, le cisterne e strutture create dall'uomo, collegate anche a grotte sommerse naturali, utilizzate a suo tempo, in vari casi anche ai giorni d'oggi, per l'approvvigionamento idrico, quindi al di sotto delle città ma costruiti prevalentemente in epoca romana o medioevale, in particolare Roma, Napoli e Milano, ma anche in molte altre città italiane ed europee, dove è possibile l'esplorazione anche di vasti e articolati percorsi allagati.

## Località
Nel mondo le grotte sommerse si trovano in molte località.
In Italia gli ambienti più significativi per il grande numero di grotte marine sommerse sono: 
- in Sardegna: le grotte di Capo Caccia e Punta Giglio, presso Alghero. Queste ospitano notevoli colonie di Corallium rubrum, crostacei e pesci di ogni tipo, con profondità che vanno da 0 a circa 45 metri e penetrazioni fino a circa 700 metri, tra le tante la Grotta di Nereo che è considerata la grotta marina sommersa più grande del Mediterraneo, e la Grotta dei Cervi, importantissima per il giacimento fossile di Megacero Algarensis Cazioti, uno dei tipi di cervo sardo ormai estinto; le grotte del Golfo di Orosei (NU), con profondità di pochi metri ma penetrazioni verso l'interno anche di alcuni chilometri, essendo il golfo il limite marino della adiacente catena montuosa del Gennargentu; le grotte di Costa Paradiso, meno conosciute ma altrettanto caratteristiche.
- in Campania le grotte di Capo Palinuro.

Esistono poi moltissime grotte di acqua dolce in ambienti tipicamente montagnosi e lacustri, principalmente le Alpi e il Gennargentu in Sardegna, di particolare difficoltà di esplorazione per le grandi profondità e le bassissime temperature, alcune di queste tristemente conosciute per i numerosi incidenti fatali avvenuti.
Nel mondo le più conosciute sono, tra le altre, il Great Blue Hole nel Belize, il Blue Hole del Mar Rosso, i cenote del Messico o il Peacock Springs State Park della Florida e i Blue Holes delle Bahamas. Esistono inoltre sistemi carsici sommersi vastissimi lunghi anche diverse decine di chilometri: le più famose, anche per i record di esplorazione, si trovano in Australia ed in Messico, dove in pratica vi sono dei fiumi con relativi laghi sotterranei, di notevoli dimensioni, e che per la relativa esplorazione e mappatura richiedono l'organizzazione di lunghe spedizioni, con la partecipazione di numerosi ed espertissimi speleologi, una quantità considerevole di attrezzature e centinaia di bombole per la respirazione. In Francia vi sono molte grotte marine sommerse nella zona delle Calanques vicino a Marsiglia, tra cui la importantissima Grotta Cosquer, così nominata perché scoperta da Henry Cosquer, con ingresso a meno 30 metri di profondità e che attraverso un cunicolo che sfiora in superficie si arriva in grandi sale asciutte dove sono stati scoperti incredibili numerosi dipinti dell'uomo risalenti a periodi che vanno da circa 27.000 a 19.000 anni fa.

## Esplorazione
La branca di attività, e quindi di visita, esplorazione, mappatura e studio delle grotte sommerse viene chiamata speleologia subacquea, essendo essa il connubio di due attività distinte ma collegabili appunto dalla speleologia e dall'attività di immersione subacquea. Nel caso delle esplorazioni e studio di strutture e ambienti sommersi nonché condotte idriche artificiali al di sotto delle città, l'attività viene denominata speleologia subacquea urbana o speleoarcheologia subacquea.
Di conseguenza per la visita, l'esplorazione e tutte le attività correlate è necessario utilizzare le tecniche e le attrezzature dell'immersione subacquea, e specificatamente dell'immersione tecnica in grotta, a seconda delle difficoltà relative alla lunghezza, anche di notevole penetrazione, e di profondità delle acque in tali ambienti. Tale attività potrebbe essere molto rischiosa per l'uomo ed è sicuramente sempre da prendere in considerazione quando non si è esperti di affidarsi ad una seria organizzazione per l'accompagnamento in grotte sommerse, vedi diving centers o ad organizzazioni/associazioni di speleologia subacquea, e nel caso si voglia praticare autonomamente tale attività è necessaria una adeguata preparazione psicofisica abbinata ad una profonda preparazione e addestramento specifico ed una corretta pianificazione ed organizzazione di ogni immersione, soprattutto nel caso di esplorazione di grotte che vanno oltre il limite di visibilità delle uscite, e di elevate profondità.